# Longman
Longman – wydawnictwo założone w Londynie w 1724 roku. Obecnie działa jako imprint Pearson Longman wydawnictwa Pearson Education. Specjalizuje się w słownikach, materiałach dydaktycznych do nauki języka angielskiego jako obcego i języków obcych.

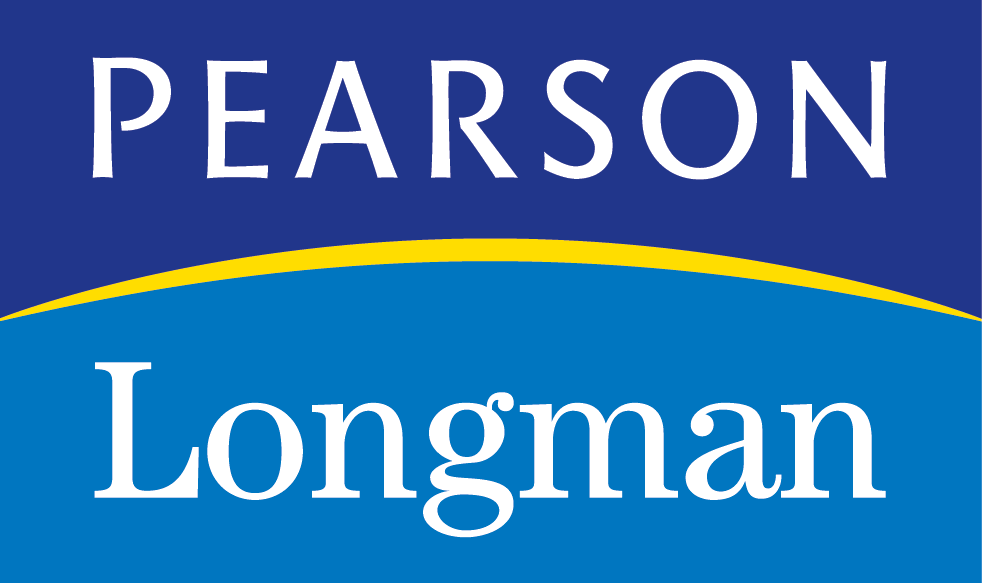

## Historia[2][3]

### Początki[1]
Wydawnictwo Longman zostało założone przez Thomasa Longmana (1699–1755). W 1716 roku Thomas Longman odbył praktyki u londyńskiego księgarza Johna Osborna, pod koniec stażu poślubił jego córkę. Po kilku latach Thomas Longman wszedł w spółkę ze swoim teściem, Osbornem, który był akcjonariuszem jednej szóstej udziałów Ephraima Chambersa (Cyclopedia, 1728). Longman był jednym z sześciu księgarzy, którzy przyczynili się do zredagowania Dictionary of English Language, Samuela Johnsona.

### Drugie i trzecie pokolenie[1]
W 1754 roku do spółki Longmana dołączył jego bratanek Thomas Longman (1730–1797), od tego momentu firma nosiła nazwę T. and T. Longman.
Po śmierci swojego wuja w 1775 roku, Thomas Longman został jedynym właścicielem firmy a jego partnerem został Owen Rees. Thomas znakomicie rozszerzył działalność firmy o rynek kolonialny.
W 1804 roku firma zyskała nowych partnerów m.in. Thomas Brown, były praktykant. Kolejnym był Thomas Norton Longman (1771–1842), który jako jeden z dwóch synów Longmana poszedł w jego ślady. Wraz z synem i nowymi partnerami Longman zmienił nazwę firmy na Longman, Hurst, Rees, Orme, Brown & Green.
W 1799 firma Longmana nabyła prawa autorskie do English Grammar autorstwa Lindley Murray, której doroczna sprzedaż wynosiła około 50 tys. kopii. W kolejnym roku nabyto Historical and Miscellaneous Questions for the Use of Young People, które przeszło przez 84 edycji od 1857 roku. Około 1800 roku Longman nabył również prawa autorskie od Josepha Cottle'a, Roberta Southeya i Williama Wordswortha. W 1826 roku Longmanowie zostali właścicielami wydawnictwa Edinburgh Review.

### Czwarte i piąte pokolenie[1]

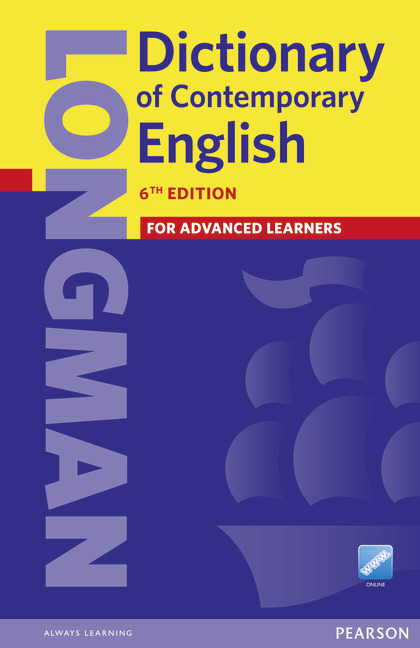

Thomas Norton Longman zmarł 29 sierpnia 1842 roku, pozostawiając swój biznes w rękach swoich dwóch synów, Thomasa (1804–1879) i Williama (1813–1877). Ich pierwszym sukcesem było opublikowanie dzieł historyka Thomasa Babigton Macualaya Lays of Ancient Rome i dwóch pierwszych rozdziałów History of England, które po kilku latach sprzedano w 40 tys. kopii.
Bracia Longman znani byli nie tylko z umiejętności zarządzania firmą, ale również ze swoich umiejętności pisarskich. Thomas Longman zredagował piękną ilustrowaną edycję Nowego Testamentu, a William Longman był autorem serii książek m.in. History of Three Cathedrals dedicated to St Paul (1869), History of the Life and Times of Edward III (1873).
W 1863 roku firma Longman przejęła biznes Johna Williama Parkera razem z Fraser's Magazine. Rodzinna firma Longmanów została kontynuowana przez Thomasa Nortona Longmana, syna Thomasa Longmana.

### XX wiek
W grudniu 1940 roku, biura i większość magazynów firmy Longman zostało zniszczonych w wyniku tzw. Blitzu. Pomimo kryzysu firma przetrwała i w 1948 roku przekształciła się na spółkę publiczną. W 1968 roku firma Longman została przejęta przez ogólnoświatowe wydawnictwo Pearson, właściciela Penguin i The Financial Times. W 1972 roku Mark Longman, ostatni z rodziny Longman, który prowadził firmę, zmarł.
Wydawnictwo Longman obecnie działa jako imprint Pearson pod nazwą Pearson Longman.

## Imprinty wydawnictwa Longman
- 1724 T. Longman
- 1725 J. Osborn and T. Longman
- 1734 T. Longman
- 1745 T. Longman and T. Shewell
- 1747 T. Longman
- 1753 T. and T. Longman
- 1755 M. and T. Longman
- 1755 T. Longman
- 1793 T.N. Longman. Also T. Longman
- 1797 Messrs. Longman and Rees
- 1799 T.N. Longman and O. Rees
- 1800 Longman and Rees
- 1804 Longman, Hurst, Rees and Orme
- 1811 Longman, Hurst, Rees, Orme and Brown
- 1823 Longman, Hurst, Rees, Orme, Brown and Green
- 1825 Longman, Rees, Orme, Brown and Green
- 1832 Longman, Rees, Orme, Brown, Green and Longmans
- 1838 Longman, Orme, Brown, Green and Longmans
- 1840 Longman, Orme & Co.
- 1841 Longman, Brown & Co.
- 1842 Longman, Brown, Green and Longmans
- 1856 Longman, Brown, Green, Longmans and Roberts
- 1859 Longman, Green, Longman and Roberts
- 1862 Longman, Green, Longman, Roberts and Green
- 1865 Longmans, Green, Reader and Dyer
- 1880 Longmans, Green & Co.
- 1926 Longmans, Green & Co. (Ltd.)
- 1959 Longmans
- 1969 Longman

## Najistotniejsze wydania
- Ephraim Chambers, Cyclopedia, (1728).
- Samuel Johnson, Dictionary of the English Language (1775).
- Lindley Murray, English Grammar (1795), doroczna sprzedaż wynosiła 50 tys. kopii.
- William Wordsworth, Lyrical Ballads with Other Poems (1800).
- Robert Southey, The Collected Letters od Robert Southey (1804–1809).
- Thomas Babigton Macualay, Lays of Ancient Rome (1842) i dwóch pierwszych rozdziałów History of England (1850).
- Richmal Mangnall, Historical and Miscellaneous Questions for the Use of Young People (1857).
- John Stuart Mill, On Liberty (1869).
- William Longman, History of Three Cathedrals dedicated to St Paul (1869), History of the Life and Times of Edward III (1873).